# Cheikh Sarr
Cheikh Sarr (Touba, ... – Castagneto Carducci, 14 agosto 2004) è stato un operaio senegalese immigrato in Italia, medaglia d'oro al valor civile.

## Biografia
Il 14 agosto 2004 è morto, all'età di 27 anni, dopo aver salvato un uomo di nazionalità italiana che rischiava di annegare in mare. Sarr è stato trascinato via dalla violenza delle onde. Secondo le cronache, il sopravvissuto sarebbe andato via senza curarsi del destino del suo salvatore. Il corpo di Cheikh Sarr è stato ritrovato dopo due giorni.
Il comune di Castagneto gli ha conferito la cittadinanza onoraria e ha organizzato i suoi funerali nel cimitero di Donoratico e il trasferimento della salma in Senegal. L'operaio senegalese, di religione islamica, era in Italia dal 1998 e lavorava come muratore, era sposato e aveva una figlia, Yasin, di dieci mesi.
Per questo atto di eroismo, il 19 agosto il Presidente della Repubblica Italiana Carlo Azeglio Ciampi gli ha conferito la Medaglia d'oro al merito civile.
Il 23 settembre 2006, in occasione della Festa della Protezione Civile di Pisa, è stato consegnato al fratello Kadim Sarr il 2º Premio "Marco Verdigi" alla Memoria di Cheikh Sarr "per il suo altruismo ed al coraggio dimostrato nel compiere un gesto disinteressato".